# 阿伊努时报
《阿伊努时报》是日本唯一的阿伊努语报纸，创刊于1997年3月，由阿伊努语笔会编辑出版。该报纸为季刊，每年发行4期。该报纸刊行的阿伊努语用假名和拉丁字母同时书写。除了阿伊努语版外，每期报纸还有日语译文版，会比正刊晚3个月左右单独发行。